# Grazia Neri
Grazia Neri è la prima agenzia fotografica italiana, fondata nel 1966 da Grazia Neri, con sede a Milano, in via Maroncelli 14.
La Galleria e l'agenzia Grazia Neri hanno terminato l'attività alla fine del 2009. Attualmente Grazia Neri si occupa di insegnamento e di allestire mostre.

## Storia
L'agenzia fu fondata per favorire i fotografi lasciando loro la proprietà delle immagini e un giusto compenso, perseguendo servizi fotografici di qualità, e ha accumulato negli anni un patrimonio di 15 milioni di immagini in analogico e di sei milioni in digitale, con fotografi fra cui Robert Doisneau, Douglas Kirkland, Annie Leibovitz, Herb Ritts, James Nachtweye agenzie quali AFP e Polaris.
L'agenzia nel corso della sua storia ha inoltre scoperto e valorizzato numerosi fotografi, successivamente rappresentati da grandi agenzie internazionali, tra i quali Paolo Pellegrin, Alex Majoli, Manfredo Pinzauti, Massimo Berruti, Alessandro Rizzi, Lorenzo Castore, Zija Gafic e numerosi altri. Nel 2008 aveva 30 dipendenti, scesi nel 2009 a 18 a causa di un calo del fatturato del 40 % a seguito della crisi pubblicitaria cominciata nel secondo semestre del 2008 e del generale calo di richiesta per il fotogiornalismo di qualità, che è sostituito – secondo il figlio di Grazia Neri, Michele Neri – da immagini di repertorio o – secondo Grazia Neri –  immagini di bassa qualità trovate in Internet.
La famiglia e l'assemblea dei soci hanno quindi deciso, nel settembre 2009, di mettere l'agenzia in liquidazione.
A marzo 2009 era stata comunicata la decisione di donare centinaia di migliaia di immagini dell'archivio analogico al Museo di fotografia contemporanea di Cinisello Balsamo, andando a costituire il Fondo Grazia Neri. L'archivio digitale Archiviato il 30 aprile 2015 in Internet Archive. è stato acquisito nel 2010 dall'agenzia LUZ, società Benefit BCorp di content marketing.